# Cressier (Friburgo)
Cressier (toponimo francese; in tedesco Grissach, desueto) è un comune svizzero di 957 abitanti del Canton Friburgo, nel distretto di Lac.

## Monumenti e luoghi d'interesse

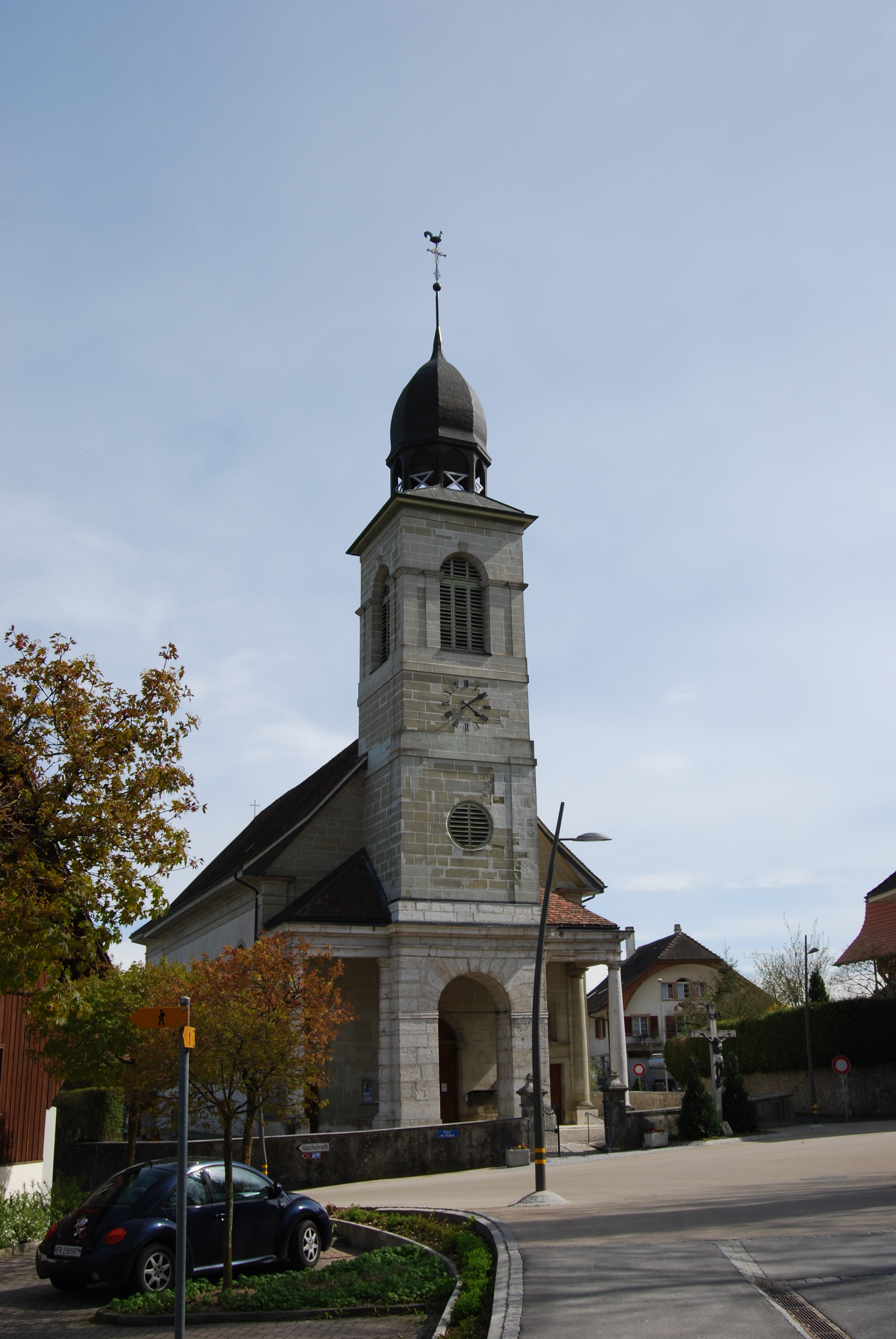
La chiesa cattolica di San Giovanni Evangelista

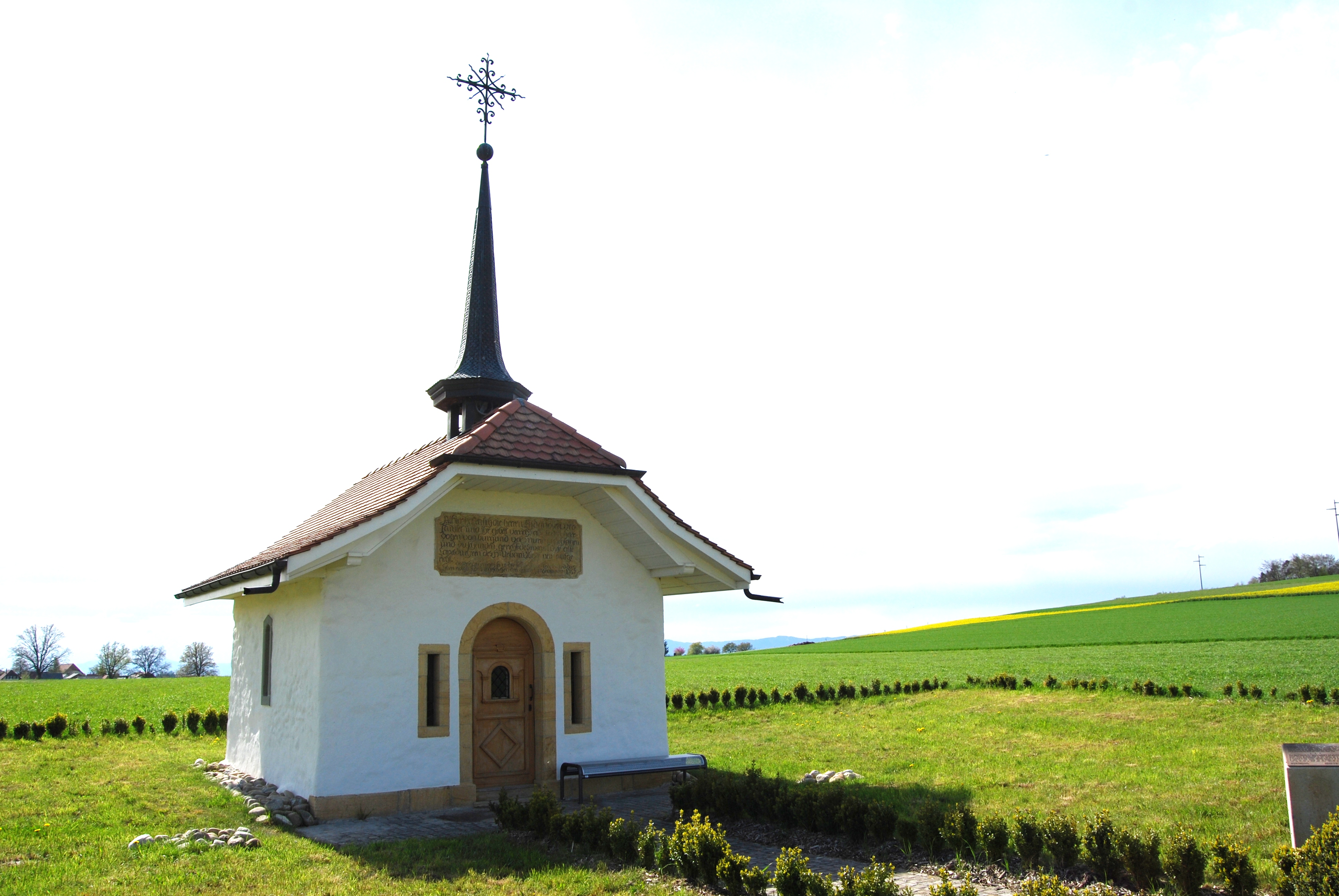
La cappella cattolica di Sant'Urbano

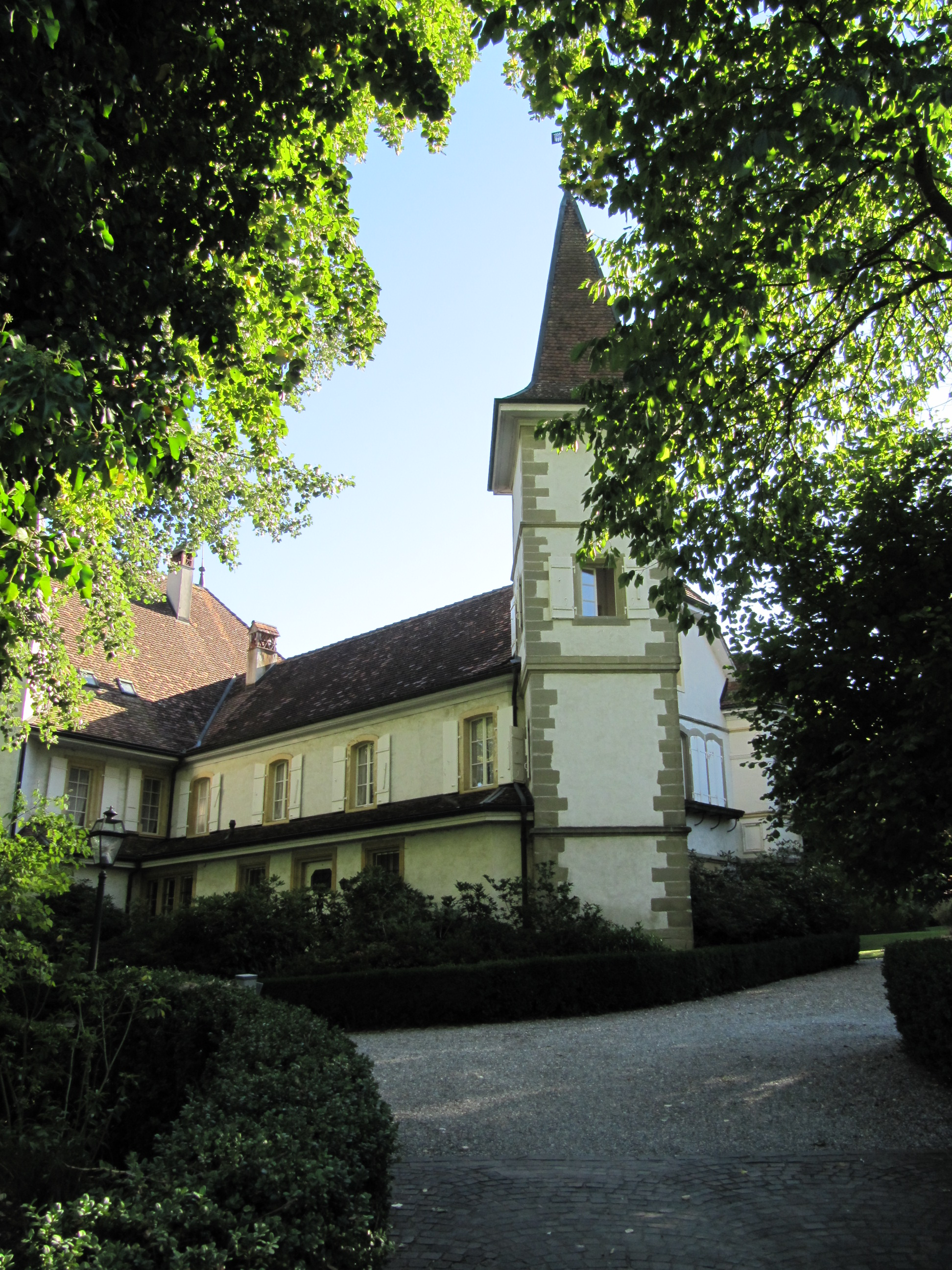
Il castello dei Reynold

- Chiesa cattolica di San Giovanni Evangelista, attestata dal 1402 e ricostruita nel 1841-1844[1];
- Cappella cattolica di Sant'Urbano, attestata dal 1406 e ricostruita nel 1622[1];
- Castello dei Reynold, eretto nel XV-XVI secolo e ricostruito nel XVI-XVII secolo[1].

## Società

### Evoluzione demografica
L'evoluzione demografica è riportata nella seguente tabella:
Abitanti censiti

### Lingue e dialetti
Cressier è un comune a maggioranza francofona.

## Infrastrutture e trasporti

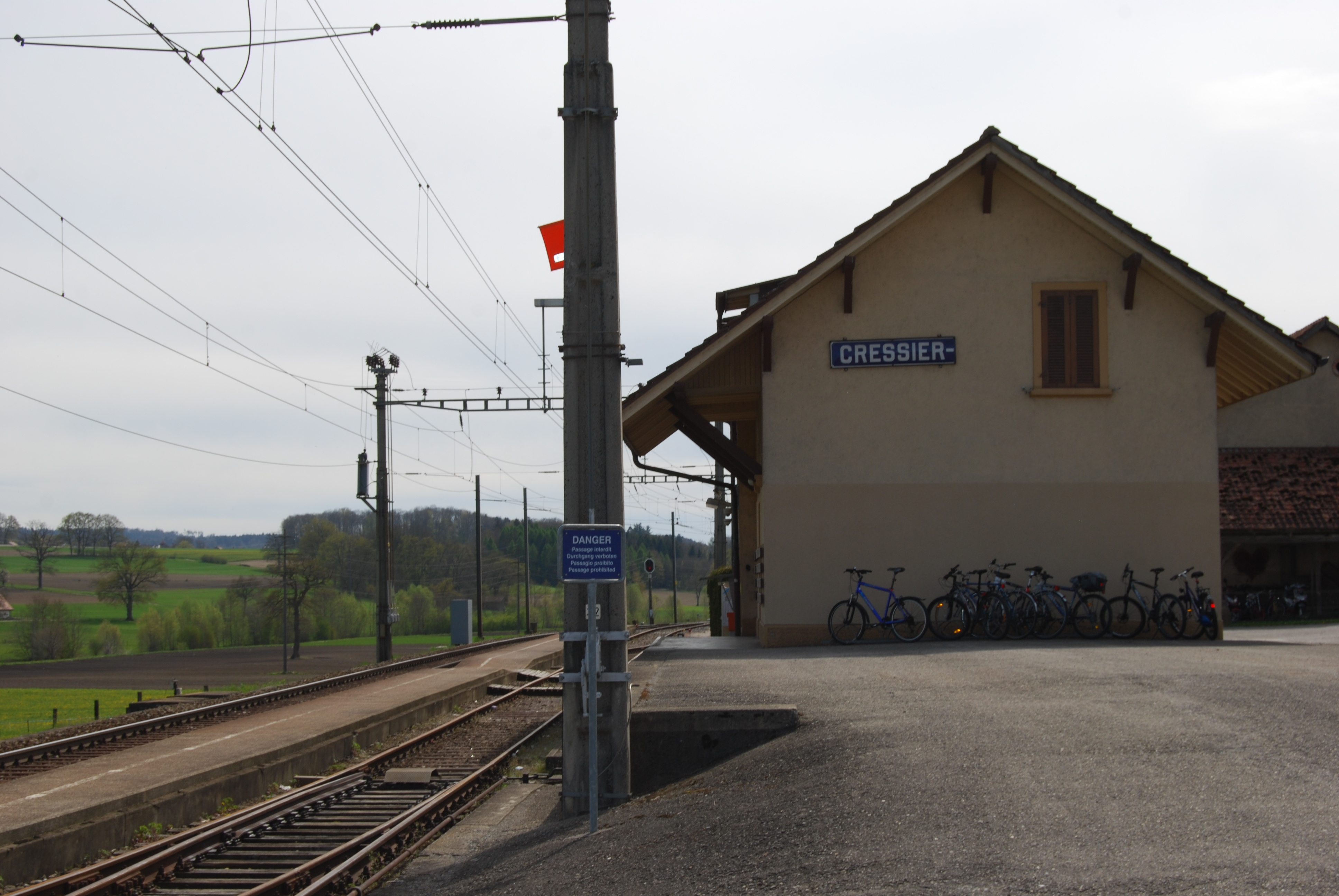
La stazione di Cressier FR

Cressier è servito dall'omonima stazione sulla ferrovia Friburgo-Morat-Ins.

## Amministrazione
Ogni famiglia originaria del luogo fa parte del comune patriziale che ha la responsabilità della manutenzione di ogni bene comune.